# Artiom Khabiboulline
Artiom Rafazlievitch Khabiboulline (en russe : Артем Рафаэльевич Хабибуллин) est un joueur russe de volley-ball né le 13 septembre 1984 à Sourgout (Khantys-Mansis, alors en URSS). Il mesure 2,00 m et joue passeur.

## Clubs
| Club                    | De        | À         |
| ----------------------- | --------- | --------- |
| Gazprom-Iourga Sourgout | 2003-2004 | 2012-2013 |
| Dinamo Krasnodar        | 2013-2014 | ...       |